# Béatrice de la Berruère
Béatrice de la Berruère est une maîtresse royale du XIVe siècle qui est probablement originaire des environs Sargé-sur-Braye en Touraine, où existe encore le château des Radrets qui s'appelait jusqu'en 1645 château de la Berruère, avant que son nouveau propriétaire n'en demande le changement de nom.
Arrivée enfant à la cour sous la tutelle d'une riche cousine, c'est encore une très jeune fille lorsqu'elle devient la maîtresse de Philippe VI de France. Elle donne au roi, en 1317, un fils Thomas de la Marche dit le Bâtard de France qui, nommé capitaine, jouera un rôle dans la guerre de cent ans.
Reléguée dans un couvent en 1322 sur ordre du roi, elle n'en sort qu'en 1326 et a perdu les faveurs royales. Elle quitte alors la cour et termine sa vie dans un couvent près de Bordeaux.